# Teofil Mielcarzewicz
Teofil Mielcarzewicz (ur. 11 listopada 1807 w Poznaniu, zm. 20 czerwca 1879 tamże) – polski litograf, główny ilustrator leszczyńskiego Przyjaciela Ludu, powstaniec listopadowy.

## Życiorys
Był synem rysownika, malarza amatora i radcy miejskiego Józefa oraz Rozalii z Męclewskich. Początkowo rysunku uczył go ojciec. Następnie pobierał nauki u Leona Perdischa w Gimnazjum św. Marii Magdaleny. W 1825 rozpoczął zatrudnienie w poznańskim zakładzie litograficznym Karola Antoniego Simona. Brał udział w powstaniu listopadowym, po czym wrócił do Poznania i otworzył własny zakład litograficzny ze składem materiałów piśmiennych przy ul. Jezuickiej. Po dwóch latach funkcjonowania zakład ten upadł. Od 1834 do 1842 pracował jako urzędnik w Towarzystwie Ziemstwa Kredytowego. W tym czasie wykonywał ilustracje do leszczyńskiego Przyjaciela Ludu. Wkrótce stał się głównym ilustratorem tego czasopisma. Od 1837 był członkiem poznańskiego Towarzystwa Sztuk Pięknych. Od 1848 do 1852 był scenografem w dziale dramatycznym Towarzystwa Harmonia. 

## Twórczość
Tworzył przede wszystkim prace związane z jego zainteresowaniami historią. Rysował wtedy, gdy czuł, że jest to jego obowiązek patriotyczny. Marceli Motty opisał go jako człowieka cichego i skromnego. Działalność artystyczną zakończył wcześnie, bo przed 1850. Jednym z jego najważniejszych dzieł był album Wojsko polskie w roku 1831. Das polnische Heer im Jahre 1831 wydany przez Karola Antoniego Simona, składający się z 24 litografii ukazujących szereg scen rodzajowych z życia powstańców listopadowych, na których przedstawił szeregowych żołnierzy, jak i kadrę oficerską. Do innych jego dzieł należały m.in.: Święta Jadwiga rozdaje jałmużnę, Zbiór wizerunków wsławionych w ostatnich czasach Polaków, Wolni strzelcy, l'Abandonne, Orzeł Biały, Kosynier, Gwardia Narodowa, Cień królowej Barbary, czy zbiory rycin typów i strojów ludowych (np. Rodzina słowiańska).
Część prac zapisał w testamencie Poznańskiemu Towarzystwu Przyjaciół Nauk. Inne są w zbiorach Muzeum Narodowego w Poznaniu i Gabinetu Rycin Ossolineum. 